# Wyższa Szkoła Społeczno-Gospodarcza w Tyczynie
Wyższa Szkoła Społeczno-Gospodarcza w Tyczynie – założona w 1996 szkoła wyższa z siedzibą w Tyczynie kształcąca na poziomie licencjackim i magisterskim. Po 2012 uczelnia została włączona do Wyższej Szkoły Informatyki i Zarządzania w Rzeszowie.

## Historia
Uczelnia została założona w 1996 przez firmę „Scientia” Sp. z o.o wspólnie z jednostkami samorządu terytorialnego. Studenci pochodzili  głównie z Podkarpacia i Euroregionu Karpackiego. Początkowo kształcenie odbywało się na poziomie licencjackim na kierunku socjologia. Później szkoła uzyskiwała kolejne uprawnienia.
Elementami struktury uczelni były: Wydział Humanistyczny i Wydział Socjologiczno-Politologiczny.
Rektorami WSSG byli: Piotr Kłodkowski, Zbigniew Stachowski, Mariola Wierzbicka, Walter Żelazny. Funkcję prorektorów pełnili: Tadeusz Chrobak, Marek Cisek, Krzysztof Feret, Małgorzata Lorenc-Szpila, Kazimierz Surowiec.
Siedziba WSSG znajdowała się w Tyczynie przy ul. Kościuszki 4.